# Патуљасти кљунасти кит
Патуљасти кљунасти кит или мали кљунасти кит или перуански кљунасти кит (лат. Mesoplodon peruvianus, енгл. pygmy beaked whale, lesser beaked whale, peruvian beaked whale) је сисар из инфрареда китова и породице Ziphiidae. 

## Распрострањење
Врста је присутна у Гватемали, Еквадору, Колумбији, Костарици, Мексику, Никарагви, Панами, Перуу, Салвадору и Хондурасу.
Врста је повремено присутна, или је миграторна врста у Новом Зеланду.
ФАО рибарска подручја (енгл. FAO marine fishing areas) на којима је ова врста присутна су у југоисточном Пацифику.

## Станиште
Станиште врсте су морски екосистеми.

## Угроженост
Подаци о распрострањености ове врсте су недовољни.

### Популациони тренд
Популациони тренд је за ову врсту непознат.